# Kevin A. Ford
Anthony Kevin Ford  (nacido el 7 de julio de 1960 en Portland, Indiana) es un Coronel jubilado de la Fuerza Aérea de los Estados Unidos y un astronauta de la NASA. Está casado y tiene dos hijos. Ford ha recibido una serie de reconocimientos y premios especiales, algunos de los cuales son la Medalla al Servicio Meritorio (Estados Unidos), Medalla de Encomio a la Fuerza aérea, Medalla de Logro aéreo y Medalla de las Fuerzas Armadas Expedicionarias. Además, Ford ha acumulado más de 4.000 horas de vuelo y tiene certificados comerciales para aviones, helicópteros y planeadores de la Administración Federal de Aviación. Ha desempeñado muchos papeles en la NASA desde su selección en julio de 2000, incluyendo el de comunicador de cápsula o CAPCOM. También fue el director de operaciones del Centro de Entrenamiento de Cosmonautas Gagarin de Star City, Rusia desde enero de 2004 a enero de 2005 y piloto de la STS-128 e Ingeniero de Vuelo 2 de la Soyuz TMA-06M desde el 23 de octubre de 2012 hasta el 16 de marzo de 2013.

## Personal
Ford nació en Portland (Indiana) pero considera a Montpelier (Indiana)  su ciudad natal. Casado con la ex Kelly Bennett, tienen dos hijos, Anthony y Heidi. Sus padres son Clayton y Bárbara Ford, que residen en Indiana.
Se graduó de la Secundaria Blackford, Hartford City en 1978. Recibió su Bachelor of Science de licenciatura en ingeniería aeroespacial  en la Universidad de Notre Dame en 1982, y una Maestría en licenciatura en relaciones internacionales de la Universidad Estatal de Troy en 1989, una Maestría en ingeniería aeroespacial de la Universidad de Florida en 1994, y una Doctorado en ingeniería astronáutica desde el Instituto de Tecnología de la Fuerza Aérea en 1997. Ha asistido a la Fuerza Aérea de los EE. UU. en el Escuadrón de la Escuela de Oficiales, del Programa Asociado Air Command Staff College, y del Air War College.
Es un graduado distinguido del Destacamento 225, del Cuerpo de Entrenamiento de Oficiales de Reserva, 1982, así como en la formación de pilotos de pregrado en la Columbus AFB en 1984 y en la Escuela de Pilotos de Prueba de la Fuerza Aérea de los Estados Unidos en 1990.

## Carrera militar
Ford fue comisionado como teniente segundo en 1982 y completó su formación jet de la fuerza aérea principal en la Base de la Fuerza Aérea de Columbus, Misisipi en 1984. Se formó en el F-15 Eagle y fue asignado a la 22 ª escuadrón de caza Táctica, en la Base Aérea de Bitburg, Alemania, 1984-1987, y luego a la 57.ª escuadrilla del interceptor en la Estación Aérea Naval de Keflavik, Islandia hasta 1989, para interceptar y escoltar 18 aviones de combate soviéticos sobre el Atlántico Norte. Después de pasar, en 1990, como estudiante en la Escuela de Pilotos de Prueba de la Fuerza Aérea de los Estados Unidos, Base de la Fuerza Aérea Edwards, California, Ford voló misiones de prueba de vuelo en la F-16 Fighting Falcon con la 3247 Escuadrilla de prueba en la Base de la Fuerza aérea Eglin, Florida 1991-1994. La experiencia de prueba no incluyó  las múltiples misiones de aleteo del F-16, el desarrollo del Sistema de contramedida del dispensador de separación múltiple del ALE-47 seguro, balística, las pruebas de fusibles, y las pruebas de desarrollo de misiles aire-a-aire, incluyendo el primer  disparo desde la variante AMRAAM del F-16 de la defensa aérea de combate. A raíz de una misión de tres años para realizar estudios a tiempo completo como un candidato doctoral en Wright-Patterson AFB (Ohio), Ohio, fue destinado a la Escuela de Pilotos de Prueba de la Fuerza Aérea, donde se desempeñó como Director de Planes y Programas, impartido académicos, e instruyó a los estudiantes sobre las técnicas de prueba de vuelo en el F-15, F-16, y los planeadores. Ford tiene 3.500 horas de vuelo y tiene los certificados comerciales para aviones , helicópteros y planeadores de la Administración Federal de Aviación. Es un instructor de vuelo certificado en aviones y planeadores. Ford se retiró de la Fuerza Aérea, en junio de 2008 como coronel.

## Carrera NASA
Seleccionado como candidato a astronauta por la NASA en julio de 2000, Ford informó a la formación en agosto de 2000. Tras la finalización de dos años de formación y evaluación, se le asignaron tareas técnicas en la Rama de Astronauta Oficial de Vehículos Avanzados, trabajando temas de exploración avanzada, y al Poder transbordador espacial, trabajando en el desarrollo y la prueba de la carlinga de actualización de traslado Aviónico. Se desempeñó como Director de Operaciones en el Centro de Entrenamiento de Cosmonautas Gagarin en Star City, Rusia desde enero de 2004 a enero de 2005. En el 2007 ganó el Gran Premio de Houston, y llegó a viajar en el coche de carreras biplaza Minardi F1, impulsado por el Zsolt Baumgartner. Ford fue lanzado como piloto de la STS-128 el 28 de agosto de 2009. Después de su primer vuelo, el coronel Ford entrenó y trabajó en misiones espaciales como CAPCOM de la Estación Espacial en el Centro de Control de Misión. El 23 de octubre de 2012 Ford fue nuevamente fue lanzado al espacio
como parte de la Expedición 33 a bordo de la Soyuz TMA-06M. Se convirtió en comandante de la Expedición 34 el 18 de noviembre de 2012 con la salida de la ISS de la nave espacial Soyuz TMA-05M, que devolvió a la tripulación de la Expedición 33 a la Tierra. Él, junto con la tripulación de la Soyuz TMA-06M, regresaron a la Tierra el 16 de marzo de 2013.

## Premios y condecoraciones
| Condecoraciones Personales                                              |
| Legión al Mérito                                                        |
| Medalla al Servicio Meritorio                                           |
| Medalla de Logro Aéreo                                                  |
| Medalla de Recomendación de la Fuerza Aérea                             |
| Medallas de Campaña y de servicios                                      |
| Medalla de Servicio en la Defensa Nacional con una Estrella de servicio |
| Medalla de las Fuerzas Armadas Expedicionarias                          |
| Servicio, premios, formación y puntería                                 |
| Premio al Servicio de longevidad en la Fuerza Aérea con Hojas de roble  |
| Cinta de Formación de la Fuerza Aérea                                   |
| Premios de la NASA                                                      |
| Medalla de Vuelo Espacial de la NASA                                    |

### Otros logros
En 1998, Premio de Instructor excepcional de Vuelo David B. Barnes, Escuela de Pilotos Prueba de la Fuerza Aérea de los EE. UU.